# Dàlia Ravikovitx
Dàlia Ravikovitx (Ramat Gan, 17 de novembre de 1936 - Tel-Aviv, 21 d'agost de 2005) va ser una poetessa, traductora i activista israeliana per a la pau.

## Biografia
Ravikovitx va néixer a Ramat Gan el 17 de novembre de 1936. Va aprendre a llegir i escriure a l'edat de tres anys. El seu pare, Levi, era un enginyer jueu originari de Rússia. La seva mare, Michal, era professora que venia d'una famila religiosa. Quan Dàlia tenia sis anys, el seu pare va morir atropellat per un conductor borratxo. Amb la seva mare es va traslladar a Quibuts Geva (que es troba al sud de la ciutat d'Afula, a la Vall de Jezrael), però no va es va adaptar al funcionament en col·lectivitat i als 13 anys es va traslladar a una casa d'acollida a Haifa, la primera de diverses llars d'acolliment.
Es va casar als 18 anys, però es va divorciar després de tres mesos. Els seus matrimonis posteriors també van acabar en el divorci. Després de completar el seu servei a les Forces de Defensa d'Israel, va estudiar a la Universitat Hebrea de Jerusalem. Va treballar com a periodista i professora de secundària. Va traduir W. B. Yeats, T. S. Eliot i Edgar Allan Poe, entre d'altres, a l'hebreu. Ravikovitch va ser molt activa al moviment de pau israelià. Des de casa seva al centre de Tel-Aviv va col·laborar amb artistes, músics i figures públiques que lluitaven per la pau, la igualtat i la justícia social.
Durant els últims anys de la seva vida va patir greus episodis de depressió. El 21 d'agost de 2005 va ser trobada morta al seu apartament. Els informes inicials van especular sobre el suïcidi com a causa de la mort, però l'autòpsia va determinar que va ser a causa d'irregularitats cardíaques sobtades.

## Obra literària
Els primers poemes de Ravikovitx van aparèixer al diari en hebreu Orlogin, editat per Avraham Shlonsky, i va ser el mateix Shlonsky qui la va animar a seguir escrivint com a carrera professional. El seu primer llibre de poesia, "L'amor d'una taronja", publicat el 1959, la va convertir en una de les primeres i més joves escriptores nadiues israelianes. El poema que dona títol al llibre està inspirat en l'òpera còmica surrealista de Prokófiev "L'amor per a tres taronges".
En total va publicar deu volums de poesia en el seu hebreu nadiu. A més de la poesia, va escriure obres de prosa (incloent tres col·leccions de contes), literatura infantil i nombroses traduccions a l'hebreu. El seu poema més conegut és Buba Memukenet (en català: "Nina mecànica").
Els seus poemes formen part dels plans d'estudis escolars a Israel. Alguns d'ells també s'han musicat i s'han convertit en cançons populars. Ha estat traduïda a 23 idiomes.